# أنيتى كروسبي
أنيتى كروسبي (بالإنجليزية: Annette Crosbie)‏ هي ممثلة بريطانية، ولدت في 12 فبراير 1934 في المملكة المتحدة.

## أعمال

### أفلام
- (2014) في الغابة

## وصلات خارجية
- أنيتى كروسبي على موقع IMDb (الإنجليزية)
- أنيتى كروسبي على موقع روتن توميتوز (الإنجليزية)
- أنيتى كروسبي على موقع ألو سيني (الفرنسية)
- أنيتى كروسبي على موقع ميوزك برينز (الإنجليزية)
- أنيتى كروسبي على موقع أول موفي (الإنجليزية)
- أنيتى كروسبي على موقع قاعدة بيانات الأفلام السويدية (السويدية)
- أنيتى كروسبي على موقع ديسكوغز (الإنجليزية)
- أنيتى كروسبي على موقع قاعدة بيانات الفيلم (الإنجليزية)
- أنيتى كروسبي على موقع كينوبويسك (الروسية)